# Tricyphona shastensis
Tricyphona (Tricyphona) shastensis là một loài ruồi trong họ Pediciidae. Chúng phân bố ở vùng sinh thái Nearctic.